# Комплексный чемпионат мира по парусному спорту 2018
Комплексный чемпионат мира по парусному спорту 2018 года (англ. The 2018 Sailing World Championships) прошёл в г. Орхус, Дания, с 30 июля по 12 августа. Это был пятый по счёту комплексный чемпионат, организуемый Международной федерацией парусного спорта (World Sailing). Город Орхус является хорошим местом для проведения парусных соревнований. Его порт является одним из крупнейших в Балтике, а акватория города позволяет проводить соревнования на 6—7 дистанциях. Бухта Орхуса имеет площадь около 150 км², а глубина варьируется от 10 до 25 метров. Средняя скорость ветра в июле, августе и сентябре составляет от 5,4 до 7,2 м/с.
Как утверждают организаторы, это был крупнейший в истории комплексный чемпионат мира по парусному спорту. Его проведением занимались Международная федерация парусного спорта, Датская ассоциация яхтсменов (Dansk Sejlunion), некоммерческая организация Sailing Aarhus, Sport Event Denmark и администрация города Орхус. Ожидается, что в мероприятии примут участие около 1600 спортсменов из приблизительно 100 стран.
Впервые в программу комплексных чемпионатов мира были включены соревнования по кайтсёрфингу в мужском и женском разряде.

## Пролог комплексного чемпионата мира 2018
Пролог комплексного чемпионата мира 2018 (англ. The 2018 Sailing World Championships Test Event) состоялся 7—13 августа 2017 года в Орхусе.

## Итоги

### Количество медалей по странам
Страна - хозяин чемпионата 
| Место | Страна         | Золото | Серебро | Бронза | Всего |
| ----- | -------------- | ------ | ------- | ------ | ----- |
| 1     | Нидерланды     | 3      | 2       | 1      | 6     |
| 2     | Франция        | 2      | 2       | 3      | 7     |
| 3     | Япония         | 1      | 1       | 0      | 2     |
| 4     | Бельгия        | 1      | 0       | 0      | 1     |
| 4     | Хорватия       | 1      | 0       | 0      | 1     |
| 4     | Кипр           | 1      | 0       | 0      | 1     |
| 4     | Венгрия        | 1      | 0       | 0      | 1     |
| 4     | Италия         | 1      | 0       | 0      | 1     |
| 4     | США            | 1      | 0       | 0      | 1     |
| 10    | Австралия      | 0      | 2       | 0      | 2     |
| 11    | Великобритания | 0      | 1       | 2      | 3     |
| 12    | Испания        | 0      | 1       | 1      | 2     |
| 13    | Австрия        | 0      | 1       | 0      | 1     |
| 13    | Швеция         | 0      | 1       | 0      | 1     |
| 13    | Россия         | 0      | 1       | 0      | 1     |
| 16    | Германия       | 0      | 0       | 2      | 2     |
| 17    | Аргентина      | 0      | 0       | 1      | 1     |
| 17    | Китай          | 0      | 0       | 1      | 1     |
| 17    | Дания          | 0      | 0       | 1      | 1     |

### Медалисты по классам яхт
Елена Калинина из Санкт-Петербурга завоевала серебро в классе «кайтсёрфинг, женщины». Этот класс стал олимпийским в 2024 году.
| Event                | Золото                                          | Серебро                                               | Бронза                                                          |
| -------------------- | ----------------------------------------------- | ----------------------------------------------------- | --------------------------------------------------------------- |
| Men’s 470            | Kevin Peponnet · Jeremie Mion · Франция         | Tetsuya Isozaki · Akira Takayanagi · Япония           | Jordi Xammar Hernandez · Nicolás Rodríguez García-Paz · Испания |
| Women’s 470          | Ai Kondo Yoshida · Miho Yoshioka · Япония       | Silvia Mas Depares · Patricia Cantero Reina · Испания | Hannah Mills · Eilidh McIntyre · Великобритания                 |
| 49er                 | Šime Fantela · Mihovil Fantela · Хорватия       | Mathieu Frei · Noe Delpech · Франция                  | Tim Fischer · Fabian Graf · Германия                            |
| 49er FX              | Annemiek Bekkering · Annette Duetz · Нидерланды | Tanja Frank · Lorena Abicht · Австрия                 | Sophie Weguelin · Sophie Ainsworth · Великобритания             |
| Finn                 | Zsombor Berecz · Венгрия                        | Max Salminen · Швеция                                 | Постма, Питер-Ян · Нидерланды                                   |
| Men’s Formula Kite   | Nicolas Parlier · Франция                       | Guy Bridge · Великобритания                           | Maxime Nocher · Франция                                         |
| Кайтсёрфинг, женщины | Daniela Moroz · США                             | Елена Калинина · Россия                               | Alexia Fancelli · Франция                                       |
| Laser                | Контидис, Павлос · Кипр                         | Matthew Wearn · Австралия                             | Philipp Buhl · Германия                                         |
| Laser Radial         | Emma Plasschaert · Бельгия                      | Марит Бауместер · Нидерланды                          | Анне-Мари Риндом · Дания                                        |
| Nacra 17             | Ruggero Tita · Caterina Marianna Banti · Италия | Nathan Outteridge · Haylee Outteridge · Австралия     | Ланхе, Сантьяго · Cecilia Carranza Saroli · Аргентина           |
| Men’s RS:X           | Дориан ван Рейсселберге · Нидерланды            | Киран Бадлу · Нидерланды                              | Louis Giard · Франция                                           |
| Women’s RS:X         | Lilian de Geus · Нидерланды                     | Шарлин Пикон · Франция                                | Yunxiu Lu · Китай                                               |

## Лицензирование на Олимпийские игры 2020
В классе RS:Х (виндсерфинг) в розыгрыше 11 лицензий у женщин и 10 — у мужчин, в классе 470 — по 8 лицензий, в классе 49-й — тоже, в мужском Лазере — 14, в женском Лазер-радиал — 18, в Финне — 8 и в смешанном классе Накра 17 — 8. При этом лицензии выдаются не индивиальным спортсменам, а странам. Остальные места будут разыгрываться на Азиатских Играх-2018, Панамериканских Играх-2019, а также на чемпионатах мира и континентов в 2019 году.

## Дисквалификации
По сообщению оргкомитета заявившийся на чемпионат в классе Накра 17 знаменитый испанский гонщик, золотой и серебряный призёр Олимпиад, двукратный участник VOR, Яхтсмен года Икер Мартинес в ходе обмера был уличен в модификации подводных крыльев на своей лодке (изменения давали преимущество при легких ветрах), и, в связи с тем что на рассмотрении дела намеренно сказал неправду, он был обвинен в неэтичном и неспортивном поведении и отстранен от участия в чемпионате. Данное решение Международного жюри World Sailing возможно повлечет теперь за собой дальнейшие санкции вплоть до исключения гонщика из всех спортивных мероприятий на какое-то время.